# Idrocolloide
L'idrocolloide è una sostanza che si trova in uno stato colloidale formata da acqua quale fase disperdente e da una fase dispersa (normalmente molecole polisaccaridiche che formano le fibre che trattengono la molecola di acqua). 
Gli idrocolloidi possono trovarsi come idrosol, liquido viscoso, e idrogel, massa solida gelatinosa, in relazione al contenuto in acqua. Gli idrocolloidi possono essere sia reversibili che irreversibili. Ad esempio, l'agar agar rappresenta un idrocolloide reversibile in grado di esistere sia in uno stato di gel che in uno di sol.
Molti idrocolloidi derivano da fonti naturali, come la carragenina, la gelatina animale e la pectina. Sono sostanze che messe a contatto con l'acqua si rigonfiano a tal punto da assumere una forma solida o semisolida. Tra i principali idrocolloidi si ricordano anche gli alginati e le bentoniti. Gli alginati sono di origine vegetale e vengono estratti da alghe marine. In cosmesi queste sostanze vengono utilizzate per l'allestimento di cosmetici detti gelee a base di principi attivi solubili in acqua.